# Marquesado de Murillo
El marquesado de Murillo es un título nobiliario español, de Navarra. Fue concedido  por el rey Felipe V en favor de Juan Bautista de Iturralde y Gamio, con la denominación original de Murillo de Cuende mediante Real Decreto del 2 de noviembre de 1739 y Real Despacho del 3 de diciembre del mismo año.

## Historia
El concesionario era señor de la villa de Murillo el Cuende y de los palacios de Olóriz, Sansomáin y Benegorri, todo en la merindad de Olite. Natural del lugar de Arizcun en el Valle del Baztán, fundó el monasterio de Santa María de los Ángeles de su pueblo natal, de la Orden de las Hermanas Pobres de Santa Clara, y el colegio de San Juan Bautista de Pamplona, todo en el Reino de Navarra. Fue proveedor de los ejércitos de Felipe V durante la guerra de Sucesión, superintendente general de las Rentas Reales, gobernador del Consejo Supremo de Hacienda del mismo rey, y su secretario de Estado y del Despacho Universal de Hacienda.
En 1828, cuando se convocaron las últimas Cortes de Navarra, el marqués de Murillo figuraba entre los títulos nobiliarios de este reino que gozaban de derecho de llamamiento y asiento en cortes por el Brazo Militar.
Toma su nombre de la villa y concejo de Murillo el Cuende en Navarra, que era señorío del concesionario. Desde su creación, los titulares de la merced fueron generalmente llamados «marqueses de Murillo», de forma abreviada, pero la denominación original se mantuvo oficialmente hasta el siglo XX. La actual denominación data de 1981, cuando el título fue rehabilitado por el rey Juan Carlos I en favor de Nicolás María Guerendiáin y Unceta. En 2019 fue de nuevo rehabilitado por Felipe VI en favor de José Ramón Cruz y Mundet.

## Marqueses de Murillo

Escudo de la villa y municipio de Murillo el Cuende, que dio denominación al marquesado de Murillo de Cuende.

|                                  | Titular                                       | Periodo               |
| Creación por Felipe V            | Creación por Felipe V                         | Creación por Felipe V |
| -------------------------------- | --------------------------------------------- | --------------------- |
| I                                | Juan Bautista de Iturralde y Gamio            | 1739-1741             |
| II                               | Pedro Lorenzo de Astrearena e Iturralde       | 1741-1787             |
| III                              | Manuela de Iturralde y Hualde                 | 1788-                 |
| IV                               | María Francisca de Paula Munárriz y Arozarena | 1816-1858             |
| V                                | Isidoro de Salaberri y Romeo                  | 1860-                 |
| VI                               | María de las Mercedes Salaberri y Guerendiáin | 1910-1931             |
| Rehabilitación por Juan Carlos I |                                               |                       |
| VII                              | Nicolás María Guerendiáin y Unceta            | 1981-                 |
| Rehabilitación por Felipe VI     |                                               |                       |
| VIII                             | José Ramón Cruz Mundet                        | 2019-actual titular   |

## Historia de los marqueses de Murillo
- Juan Bautista de Iturralde y Gamio (Arizcun, 28 de octubre de 1674-Madrid, 20 de enero de 1741), I marqués de Murillo de Cuende.[5] Era hijo de Pedro de Iturralde y de su segunda esposa, María Gamio. Su padre había casado en primeras nupcias con María Martín de Michelena de quien tuvo dos hijos: Pedro, fallecido joven, y Graciana, que heredó la casa, y contrajo matrimonio con Pedro de Astrearena.  Estos fueron los padres del segundo marqués de Murillo.[6]

Se casó con Manuela Munárriz y Aramburu, natural de Alcalá de Henares, hija de Benito Munárriz e Iturralde y de María de Aramburu. No hubo descendientes de este matrimonio. El marqués había tenido una hija natural, María de Iturralde que se casó en 1772 con Juan Bautista Yarza. En 1741, por muerte del concesionario y a designación suya, según estipuló en su testamento, sucedió su sobrino:
- Pedro Lorenzo de Astrearena e Iturralde (Arízcun, 1703-1787), II marqués de Murillo de Cuende,  caballero de la Orden de Calatrava en 1733,[10] contador de los infantes (1753), tesorero, fundador de la Compañía de Buenos Aires.[11]

Se casó con Eduarda de Repáraz de Oteiza y Echevarría, hija de Juan Bautista de Reparaz y Oteiza y de Teresa de Echevarría. Fueron padres de dos hijos: Jacobo de Astrearena y Repáraz de Oteiza, caballero de Santiago, tesorero de la Diputación del Reino de Navarra, que falleció en 1793. Sobrevivió bastantes años a su padre, llamándose marqués de Murillo, pero no sucedió en esta dignidad, y Felipe de Astrearena y Repáraz de Oteiza. Le sucedió en 1788 su sobrina nieta:
- Manuela de Iturralde y Hualde (n. 1735), III marquesa de Murillo de Cuende, hija Martín de Iturralde y Labaqui y de Juana de Hualde y Astrearena, que casaron hacia 1730; nieta de Juan de Iturralde y Gortari y de Teresa de Labaqui Bizarrón, y materna de Pedro de Hualde, de la casa de Gamio en Irurita, y de Ana María de Astrearena e Iturralde, que casaron en 1709 (ella hermana del segundo marqués y sobrina del primero).[13]

Se casó con Juan Francisco de Lastiri y Gastón de Iriarte, natural de la casa de Urdoz en Errazu. Por Real Carta del 6 de diciembre de 1816, sucedió su sobrina nieta:
- María Francisca de Paula Munárriz y Arozarena (m. 1858), IV marquesa de Murillo de Cuende, hija de Antolín Munárriz y Asensio y de Javiera de Arozarena e Iturralde (llamada marquesa de Murillo), que casaron en 1793; nieta de Vicente María Munárriz y de María Catalina Asensio, y materna de Juan Matías de Arozarena y de N. de Iturralde y Hualde (hermana de la anterior marquesa).[13] Por Real Carta del 27 de febrero de 1860[2] sucedió:

- Isidoro de Salaberri y Romeo (n. 1820), V marqués de Murillo de Cuende.[13]

Contrajo matrimonio con Magdalena Guerendiáin y Añézcar. Por Real Carta del 30 de julio de 1910 sucedió su hija:
- María de las Mercedes Salaberri y Guerendiáin (1860-Irún, abril de 1931),[15] VI marquesa de Murillo de Cuende.

Se casó con Nicolás Guerendiáin y Aguinaga. Por acuerdo de la Diputación de la Grandeza de 1941, sucedió su hijo, José María Guerendiáin y Salaberri (c. 1890-Madrid, 18 de noviembre de 1959), casado con Ana María Martín Peciña, pero no obtuvo la preceptiva convalidación de esta sucesión, quizá por haber fallecido antes del restablecimiento de la legislación nobiliaria en España.
El marquesado vacó durante muchos años. En 1972 hubo una solicitud de rehabilitación, pero no fue atendida.
El rey Juan Carlos I rehabilitó este título, con la denominación abreviada de marqués de Murillo, por Real Decreto del 10 de abril de 1981 y Real Carta del 11 de octubre de 1982, en favor de:
- Nicolás María Guerendiáin y Unceta, VII marqués de Murillo.

Se casó con Ana María Fransoy Falcón (m. Bilbao, 31 de octubre de 2016).
El título fue rehabilitado otra vez por Felipe VI, mediante Real Decreto del 15 de octubre de 2019 y Real Carta del 21 de noviembre del mismo año en favor de:
- José Ramón Cruz Mundet, VIII y actual marqués de Murillo, bisnieto, por el lado materno, de María de las Mercedes Salaberri y Guerendiáin, la VI marquesa de Murillo.[20] Es doctor en Historia Moderna, archivero en la Administración Pública, profesor titular en la Universidad Carlos III de Madrid, miembro del Instituto Pascual Madoz del Territorio, Urbanismo y Medio Ambiente, del Instituto Antonio de Nebrija de Estudios sobre la Universidad y del Steering Committee of the Section for Archival Education at the International Council on Archives.[21] Es autor de numerosas obras.[22]

Casado con Carmen Díez Carrera, profesora titular en la Universidad Carlos III de Madrid, hija de Ángel Díez Ramos y Carmina Carrera Martín, padres de Miguel Cruz Díez.